# Raoul Daufresne de la Chevalerie
El baró Raoul Constantin Joseph Ghislain Daufresne de la Chevalerie (Bruges, 17 de març de 1881 - Uccle, 25 de novembre de 1967) va ser un esportista belga, que es dedicà principalment a l'hoquei sobre herba i al futbol, que va competir a començaments del segle xx. També fou comandant en cap de les Forces belgues lliures al Regne Unit durant la Segona Guerra Mundial.

## Carrera esportiva
Daufresne de la Chevalerie va jugar com a davanter al Cercle Brugge entre 1903 i 1907. Alhora, entre 1905 i 1907 fou president del club, succeint a Leon De Meester. El 1907 va deixar el Cercle per fitxar per l'equip rival, el Club Brugge. En total va jugar 98 partits a la primera divisió i va fer 13 gols.
Practicà altres esports, com l'hípica, l'hoquei sobre herba i el tennis.
El 1920 va prendre part en els Jocs Olímpics d'Anvers, on va guanyar la medalla de bronze com a membre de l'equip belga en la competició d'hoquei sobre herba. També va ser entrenador de la selecció belga de futbol, que va penjar-se l'or.

## Carrera militar
Durant la Primera Guerra Mundial, Daufresne de la Chevalerie va servir com a oficial d'infanteria i va acabar la guerra com a capità. En acabar la guerra va deixar l'exèrcit per continuar les seves activitats esportives i dedicar-se al comerç. Amb l'esclat de la Segona Guerra Mundial va ser nomenat comandant de la 17a Divisió. Després que els alemanys ocupessin Bèlgica, va ser capturat, però fou ràpidament alliberat i va fugir al Regne Unit. Allà fou comandant en cap de les Forces belgues lliures entre 1941 i 1942. Després de la guerra, va ser breument agregat militar a Txecoslovàquia i posteriorment es va retirar de l'exèrcit.